# Czesław Bernatowicz
Czesław Bernatowicz (ur. 31 sierpnia 1898 w Wiżajnach na Suwalszczyźnie, zm. wiosną 1940 w Katyniu) – kapitan piechoty Wojska Polskiego, ofiara zbrodni katyńskiej.

## Życiorys
Urodził się w rodzinie Franciszka i Rozalii z Rutkowskich. Absolwent gimnazjum w Nowarach Ochockich (1915). 15 grudnia 1915 powołany do armii rosyjskiej. Ukończył sześciotygodniowy wojenny kurs w szkole podoficerskiej, po którym rozpoczął służbę w 2 Syberyjskim pułku piechoty. W okresie od 9 września 1916 do 10 lutego 1917 odbył kurs w Szkole Oficerskiej Piechoty w Omsku, po ukończeniu którego został awansowany do stopnia chorążego. Służył w 31 syberyjskim pułku piechoty, a następnie pełnił funkcję dowódcy kompanii w 113 pułku piechoty. 28 marca 1918 został zdemobilizowany.
Po powrocie do kraju włączył się w działalność niepodległościową. 1 listopada 1918 objął stanowisko dowódcy obwodu POW na Suwalszczyźnie, a następnie komendanta miasta w Dowództwie Obrony Kresów. Od 1918 w Wojsku Polskim. W listopadzie 1919 został mianowany podporucznikiem, służył w 41 Suwalskim pułku piechoty. Uczestniczył w wojnie polsko-bolszewickiej. W latach 1920–1924 dowodził plutonem, a później kompanią piechoty, awansował do stopnia porucznika w 1924 z 1318 lokatą w korpusie oficerów piechoty. Następnie był oficerem żywnościowym w 41 pułku piechoty w stopniu kapitana ze starszeństwem z dniem 1 stycznia 1928 i 263 lokatą w korpusie oficerów piechoty (był w 1928). 30 czerwca 1934 ze względu na stan zdrowia, został komisyjnie uznany za niezdolnego do zawodowej służby wojskowej i przeniesiony w stan spoczynku.
W czasie kampanii wrześniowej 1939, po agresji ZSRR na Polskę, w nieznanych okolicznościach wzięty do niewoli sowieckiej. Został osadzony w obozie jenieckim w Kozielsku. Wiosną 1940 został zamordowany przez funkcjonariuszy NKWD w lesie katyńskim i tam pogrzebany w bezimiennej mogile zbiorowej, gdzie od 28 lipca 2000 mieści się oficjalnie Polski Cmentarz Wojenny w Katyniu. W miejscu tym prowadzone były ekshumacje i prace archeologiczne. W 1943 jego ciało zostało zidentyfikowane w toku ekshumacji prowadzonych przez Niemców pod numerem 174 (dosł. określony jako „Francewicz, Czeslaw, Bernatowicz"), a przy zwłokach znaleziono pocztówkę. Jego nazwisko znajduje się na liście jeńców wojennych, których przekazano do dyspozycji NKWD w Smoleńsku (pismo NKWD ZSRR nr 29/1 z kwietnia 1943, teczka personalna nr 54). Figuruje na liście wywózkowej 029/1 z kwietnia 1940.

### Życie prywatne
Żonaty z Heleną z d. Chotin, miał córkę Irenę.

## Ordery i odznaczenia
- Krzyż Niepodległości (15 kwietnia 1932)[12]
- Krzyż Walecznych
- Srebrny Krzyż Zasługi (10 listopada 1928)[13]
- Medal Pamiątkowy za Wojnę 1918–1921[14]
- Medal Dziesięciolecia Odzyskanej Niepodległości[14]

## Upamiętnienie
5 października 2007 minister obrony narodowej Aleksander Szczygło mianował go pośmiertnie na stopień majora. Awans został ogłoszony 9 listopada 2007 w Warszawie, w trakcie uroczystości „Katyń Pamiętamy – Uczcijmy Pamięć Bohaterów”.